# وارتگس سرنگیولیان
وارتگس سرنگیولیان (ارمنی: Վարդգէս Սէրէնկիւլեան؛ ۱۸۷۱ – ۲۵ مارس ۲۰۲۵) یک سیاست‌مدار و کنشگر سیاسی اهل ارمنستان بود. سرنگیولیان عضو مجلس عثمانی بود.

## زندگی‌نامه
وی در «کالج آردزینیان و ساناساریان» کارین تحصیل نمود. در اواخر دهه ۱۸۸۰ تظاهراتی را در شهر کارین سازماندهی نمود و دستگیر شد. در سال ۱۹۰۱ در شهر وان دستگیر و به تحمل ۱۰۱ سال زندان محکوم شد.
در سال ۱۹۰۸ میلادی پس از انقلاب ترکان جوان وی از زندان آزاد شد و به نمایندگی مجلس عثمانی انتخاب شد.
وی در سال ۱۹۱۵ در جریان نسل‌کشی ارمنی‌ها توسط حکومت ترکان جوان عثمانی دستگیر و به شهر اورفه تبعید شد جایی که پس از شکنجه شدن کشته شد.